# Hesperantha stenosiphon
Hesperantha stenosiphon är en irisväxtart som beskrevs av Peter Goldblatt. Hesperantha stenosiphon ingår i släktet Hesperantha och familjen irisväxter. Inga underarter finns listade i Catalogue of Life.